# اختبار مختبر أبحاث الأمراض المنقولة جنسيا
اختبار مختبر أبحاث الأمراض المنقولة جنسيًا (بالإنجليزية: Venereal Disease Research Laboratory test)‏ ويُدعى اختصارًا VDRL، هو اختبار دم لمرض الزهري. يُستخدم هذا الفحص لتشخيص الزهري (ذو حساسية عالية)، في حين تُستخدم اختبارات نوعية أُخرى لتشخيص المرض.

## التاريخ
تم اختراع اختبار نوع VDRL قبل الحرب العالمية الأولى، وكان أول تكرار له هو الذي طوره أوجست فون فاسرمان بمساعدة ألبرت نيسر في عام 1906. تم تطوير اختبار VDRL، كما لا يزال يتم إلى حد كبير حتى اليوم، في عام 1946 بواسطة هاريس و روزنبرغ و ريدل. تم تغيير اسم المختبر إلى فرع التسبب في أمراض اللولب والمناعة التابع لخدمة الصحة العامة بالولايات المتحدة .[بحاجة لمصدر]

## الآلية
VDRL عبارة عن فحص مصلي غير لولبي لمرض الزهري يستخدم أيضًا لتقييم الاستجابة للعلاج، واكتشاف إصابة الجهاز العصبي المركزي، وكإحدى الوسائل المساعدة في تشخيص مرض الزهري الخلقي. أساس الاختبار هو أن الجسم المضاد الذي ينتجه مريض الزهري يتفاعل مع مستخلص قلب الثور (ثنائي فسفاتيديل الجلسرين). لذلك فإنه يكتشف الأجسام المضادة للكارديوليبين (IgG أو IgM أو IgA)، والتي يتم تصورها من خلال رغوة سائل أنبوب الاختبار، أو «التلبد».[بحاجة لمصدر]
يستخدم اختبار راجين البلازما السريع (RPR) نفس مولد الضد مثل VDRL، ولكن في هذا الاختبار، تم ربطه بعدة جزيئات أخرى، بما في ذلك جسيم الكربون للسماح بتصور تفاعل التلبد دون الحاجة إلى مجهر. يمكن أن تؤدي العديد من الحالات الطبية الأخرى إلى نتائج إيجابية خاطئة، بما في ذلك بعض الفيروسات (عدد كريات الدم البيضاء، والتهاب الكبد)، والعقاقير، والحمل، والحمى الروماتيزمية، والتهاب المفاصل الروماتويدي، والذئبة، والجذام.[بحاجة لمصدر]
الأجسام المضادة للكارديوليبين للزهري هي بروتين سكري بيتا 2 مستقل، حين أن تلك التي تحدث في متلازمة الأجسام المضادة للفوسفوليبيد (المرتبطة بالذئبة على سبيل المثال) تعتمد على بروتين سكري بيتا 2، ويمكن استخدام هذا لتمييزها عن بعضها في فحص ELISA. هذا الاختبار مفيد للغاية لأن اتجاه العيار يرتبط بنشاط المرض (أي انخفاض العيار يشير إلى علاج ناجح). لديه حساسية جيدة للغاية لمرض الزهري، ما عدا في شكل المرحلة الثالثة المتأخرة.

## اختبارات أُخرى

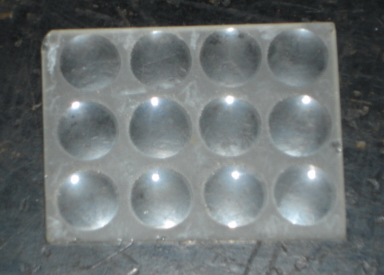
شرائح VDRL المستخدمة في الهند

هناك عدد من الاختبارات الخاصة باللولبيات مثل اختبار امتصاص الأجسام المضادة للولبيات الفلورية (اختبار امتصاص ضد اللولبيات التألقي)، ومقايسات التراص الدموي في T. pallidum (مقايسة تراص جسيم اللولبية الشاحبة)، ومقايسة التراص الدقيق (MHA-TP).[بحاجة لمصدر]
يتم استخدام MHA-TP لتأكيد الإصابة بمرض الزهري بعد إجراء اختبارات طريقة أخرى إيجابية لبكتيريا الزهري. يكشف اختبار MHA-TP عن الأجسام المضادة للبكتيريا المسببة لمرض الزهري ويمكن استخدامه للكشف عن مرض الزهري في جميع المراحل، ما عدا خلال أول 3 إلى 4 أسابيع. لا يتم إجراء هذا الاختبار على السائل النخاعي. نادرًا ما يتم استخدام اختبار MHA-TP بعد الآن. اختبار تراص جسيمات اللولبية الشاحبة (مقايسة تراص جسيم اللولبية الشاحبة) واختبار مصل التولويدين الأحمر غير المسخن (TRUST)، والذي يمكن استخدامه لتأكيد نتيجة إيجابية لـ VDRL، هما أكثر تحديدًا لمرض الزهري من الاختبارات غير اللولبية وفي وجود اختبار إيجابي، تشير على الأرجح إلى عدوى نشطة. لسوء الحظ، يمكن أن تؤدي عدوى اللولبيات الأخرى مثل الداء العليقي، والبيجل، والبنتا وربما اللولبيات المتعايشة غير الممرضة إلى نتائج إيجابية. ليست كل هذه الأمراض تناسلية. يوصى بتضمين شرح دقيق لهذه الحقيقة مع نتائج الاختبار.